# میثاق وطنی
میثاق وطنی توافقی نانوشته بین گروه‌های قومی-مذهبی در لبنان است که شالودهٔ حکومت آن کشور را شکل داده و تا به امروز کشور را یکپارچه نگه داشته‌است. پیرو مذاکراتی که بین رهبران شیعیان، سنی‌ها و مارونی‌های لبنان انجام گرفت، میثاق وطنی در تابستان ۱۹۴۳ به نتیجه رسید و امکان استقلال لبنان از قیمومت فرانسه را داد. بندهای اصلی میثاق وطنی از قرار زیرند:
- مارونی‌ها پی باز کردن پای خارجیان به کشور نباشند و لبنان را به عنوان کشوری با ویژگی‌های عربی (و نه غربی) بپذیرند.
- مسلمانان از آرزوی اتحاد با سوریه و جهان عرب دست بکشند.
- رئیس‌جمهور و فرمانده نیروهای مسلح همواره از بین مسیحیان مارونی انتخاب شود.
- نخست‌وزیر همواره از بین مسلمانان سنی انتخاب شود.
- رئیس مجلس ملی همواره از بین مسلمانان شیعه انتخاب شود.
- نایب رئیس پارلمان و معاون اول نخست‌وزیر همواره از بین مسیحیان ارتودوکس یونانی انتخاب شوند.
- رئیس ستاد کل نیروهای مسلح باید دروزی باشد.
- کرسی‌های پارلمان به نسبت ۶ به ۵ به نفع مسیحیان و به ضرر مسلمانان (و مردم دروزی) تقسیم شود.

در سرشماری سال ۱۹۳۲ اکثریت آن سرزمین را مسیحیان شکل می‌دادند (البته باور رایجی وجود دارد که نتایج آن سرشماری به نفع مسیحیان دستکاری شده بود) به همین دلیل ساختار حکومت را به گونه‌ای طراحی کردند که مقام ریاست‌جمهوری و فرماندهی کل نیروهای مسلح و نیز اکثریت کرسی‌های پارلمان در دست مسیحیان باشد. با این همه، با گذشت زمان جمعیت مسلمانان عمدتاً تنگدست‌تر نسبت به مسیحیان عمدتاً متنعم‌تر با آهنگ سریع‌تری رشد کرد. افزون بر این شمار زیادی از مسیحیان به سرزمین‌های دیگر مهاجرت کردند و چنین شد که مسیحیان رفته رفته حاشیهٔ امنیت اکثریتی‌شان را از دست دادند و خیلی زود عیان گشت که مسیحیان سهم نامتناسبی از قدرت را در دست دارند. سال‌ها سپری شد و سرشماری جدیدی انجام نگرفت. نارضایتی‌ها از ساختار حکومت و شکاف فرقه‌ای فزونی یافت که جرقهٔ جنگ داخلی لبنان را زد. اتفاق طائف (توافق‌نامهٔ طائف) در سال ۱۹۸۹ به امضا رسید که طبق آن کرسی‌های پارلمان به نسبت مساوی بین مسیحیان و مسلمانان تقسیم و از اختیارات رئیس‌جمهور مارونی کاسته شد.